# Hans Westhoff (Restaurator)
Hans Westhoff (* 4. September 1940) ist ein deutscher Restaurator.
Seit 1970 und bis zu seinem Eintritt in den Ruhestand war Hans Westhoff als Restaurator am Landesmuseum Württemberg in Stuttgart beschäftigt, zuletzt auch als Referatsleiter. Er lebt in Friolzheim.
Er publizierte zahlreich zu oberdeutscher Kunst, insbesondere zu Altarretabeln, Tafelmalerei und Fragen der Fassung mittelalterlicher Skulptur.

## Veröffentlichungen (Auswahl)
- mit Heribert Meurer: Farbige Holzbildwerke des 14. Jahrhunderts. Stuttgart 1983.
- Christus im Leiden. Kruzifixe. Passionsdarstellungen aus 800 Jahren. Ulm 1985.
- Technologische Untersuchungen als Hilfsmittel zur Einordnung von Ulmer und Graubündener Altären aus der Zeit um 1500. In: Zeitschrift für Kunsttechnologie und Konservierung 3 (1989), S. 363–377.
- mit Heribert Meurer: Stein- und Holzskulpturen 800–1400. Stuttgart 1989.
- mit Michael Roth: Beobachtungen zu Malerei und Fassung des Blaubeurer Hochaltarretabels. In: Hartmut Krohm, Eike Oellermann (Hrsg.): Flügelaltäre des späten Mittelalters. Reimer, Berlin 1992, S. 167–188.
- Holzsichtige Skulpturen aus Ulm und Oberschwaben. In: Sophie Guillot de Suduiraut (Hrsg.): Sculptures médiévales allemandes. Conservation et Restauration. Paris 1993, S. 391–418.
- mit Elisabeth Krebs, Roland Hahn: Werkzeuge und Materialien in den spätmittelalterlichen Werkstätten der Bildhauer, Schreiner und Maler. In: Württembergisches Landesmuseum Stuttgart (Hrsg.): Meisterwerke massenhaft. Die Bildhauerwerkstatt des Niklaus Weckmann und die Malerei in Ulm um 1500. Ausstellungskatalog. Stuttgart 1993, S. 301–310.
- (Bearb.): Graviert, gemalt, gepresst. Spätgotische Retabelverzierungen in Schwaben. Stuttgart 1996.
- mit Anna Moraht-Fromm: Der Meister von Meßkirch. Forschungen zur südwestdeutschen Malerei des 16. Jahrhunderts. Ulm 1997.
- Die Figuren und Reliefs des Heilbronner Schnitzaltars. Ergebnisse der technologischen Untersuchung. In: Andreas Pfeiffer (Hrsg.): Der Heilbronner Schnitzaltar von Hans Seyfer (= Heilbronner Museumskatalog. Band 76). Stuttgart 1998, S. 89–106.
- Tilman Riemenschneider. Ein Meister der Stein- und Holzbearbeitung. In: Claudie Lichte (Hrsg.): Werke seiner Blütezeit (= Tilman Riemenschneider. Band 1). Ausstellungskatalog. Regensburg 2004, S. 152–165.
- mit Barbara Rommé: Spätgotische holzsichtige Retabel im deutschsprachigen Südwesten und die Retabel von Daniel Mauch. In: Brigitte Reinhardt (Hrsg.): Daniel Mauch. Bildhauer im Zeitalter der Reformation. Ausstellungskatalog. Ostfildern 2009, S. 96–111.